# Kaido Külaots
Kaido Külaots (Parnu, 28 febbraio 1976) è uno scacchista estone.
Ha ottenuto il titolo di Grande Maestro nel 2001.
Dal 1999 al 2020 ha vinto per un record di nove volte il Campionato estone.
Altri risultati principali:
- 2003  – pari primo con Evgeny Alekseev nella Rector Cup di Kharkiv;
- 2004  – 1°-6° nell'Open di Cappelle-la-Grande;[1]
- 2005  – secondo dietro a Sergei Tiviakov nel torneo di Gausdal;[2]
- 2008  – vince l'open "Heart of Finland" a Jyväskylä;
- 2010  – vince il festival di Gif-sur-Yvette;
- 2019  – vince l'Open Aeroflot di Mosca.[3]

Ha partecipato alla Coppa del Mondo del 2017, ma è stato eliminato nel primo turno da Nikita Vitiugov per ½–1½.
Kaido Külaots è uno dei pochissimi giocatori ad avere uno score positivo contro il campione del mondo Magnus Carlsen (+2 –1 =3).